# Armatosterna
Armatosterna är ett släkte av skalbaggar. Armatosterna ingår i familjen långhorningar.
Kladogram enligt Catalogue of Life:
| Armatosterna | \| \| Armatosterna buquetiana \| \| \| \| \| \| Armatosterna castelnaudii \| \| \| \| \| \| Armatosterna spinifera \| \| \| \| |
|              | \| \| Armatosterna buquetiana \| \| \| \| \| \| Armatosterna castelnaudii \| \| \| \| \| \| Armatosterna spinifera \| \| \| \| |
|              | Armatosterna buquetiana |
|              | |
|              | Armatosterna castelnaudii |
|              | |
|              | Armatosterna spinifera |
|              | |